# Yahuar Huacac
Yahuar Huacac   (Cusco, 1360 - Cusco, 1410) Yawar Waqaq, qui plora sang, en quítxua, fou el setè sobirà inca i fill primogènit de l'Inca Roca, segons un relat apòcrif, va romandre segrestat des dels huit anys i durant uns anys pels ayamarcas en venjança per una promesa no complerta pel seu pare (per aquest motiu acabà rebent el nom "qui plora sang", per l'angoixa que hauria passat per la seva situació). Fou el setè inca del regne del Cusco, segons les fonts de l'Imperi Espanyol.
Anomenat pel seu pare com cap de l'exèrcit de l'Imperi Inca, va dur a terme campanyes reeixides en les quals va aconseguir nous territoris. En morir el pare, va regnar un temps, però finalment va ser deposat pels seus súbdits, els quals van triar com a successor a l'inca Huiracocha.